# Karlova Huť (Králův Dvůr)
Karlova Huť (deutsch Karlshütten) ist ein Ortsteil der Stadt Králův Dvůr in Tschechien. Er liegt einen Kilometer südlich von Králův Dvůr und gehört zum Okres Beroun.

## Geographie

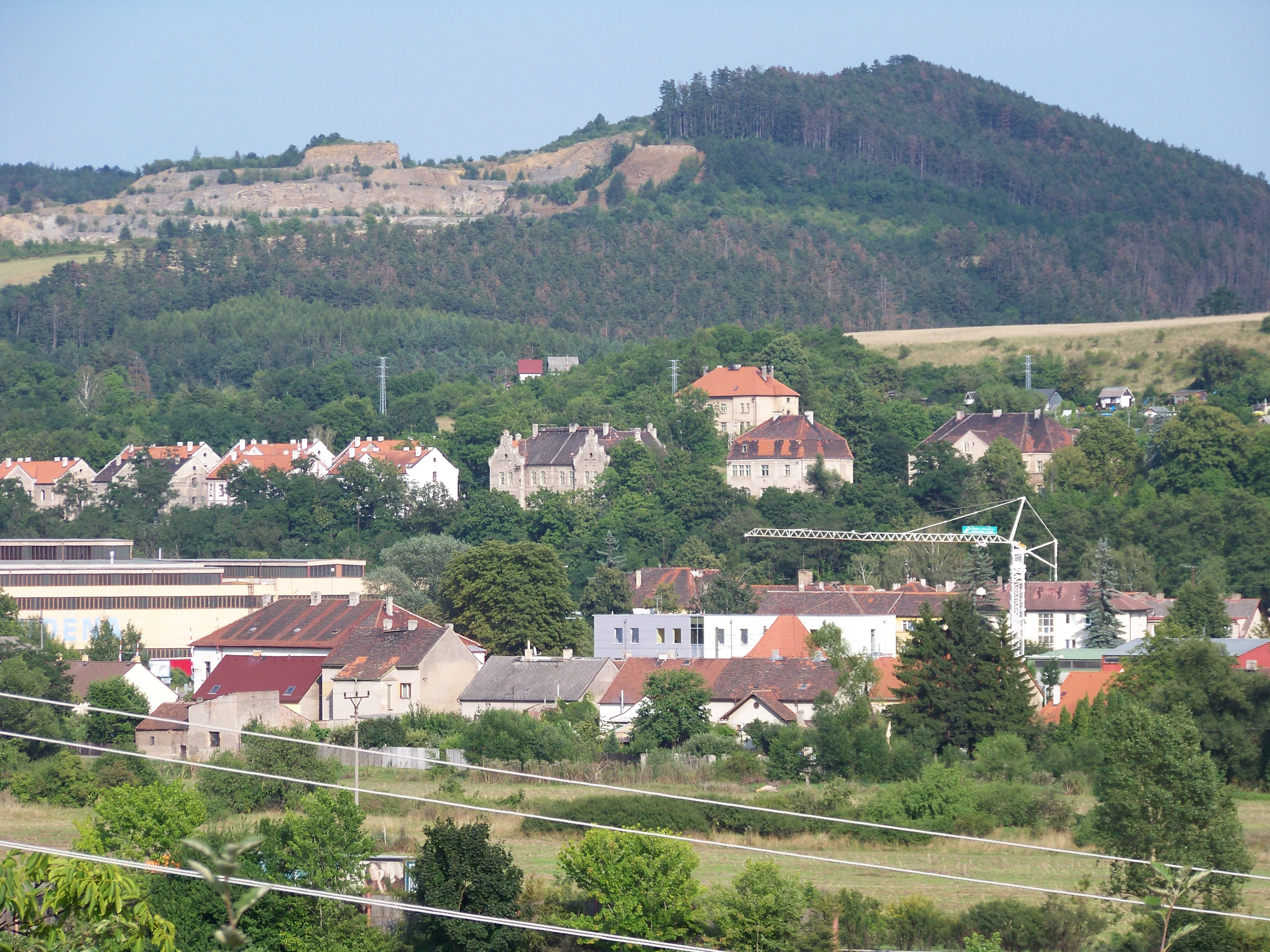
Blick von Počaply auf Karlova Huť und den Steinbruch Kosov

Karlova Huť befindet sich westlich des Landschaftsschutzgebietes Český kras (Böhmischer Karst) in der Brdská vrchovina. Das Dorf liegt rechtsseitig der Litavka an einem Höhenzug, der östlich ins Tal des Baches Suchomastský potok abfällt. Nordöstlich erhebt sich der Kosov (355 m), im Osten der Velký Kosov (451 m), südöstlich der Dlouhý vrch (311 m), Zlatý kůň (475 m) und der Kotýz (425 m) sowie im Süden die Koukolova hora (471 m). Gegen Osten liegen der Steinbruch Kosov und der Stausee Suchomasty. Östlich des Dorfes führt die Anschlussbahn vom Steinbruch Velkolom Čertovy schody entlang des Suchomastský potok nach Králův Dvůr. Durch das Industriegebiet führt die Bahnstrecke Praha–Plzeň, die nächste Bahnstation Beroun-Králův Dvůr liegt nördlich von Karlova Huť.
Nachbarorte sind Králův Dvůr und Beroun im Norden, Jarov, Tetín und Koledník im Nordosten, Koda, Litohlavy und Bítov im Osten, U Hůlů, Koněprusy und Havlíčkův Mlýn im Südosten, Na Vršku, Křižatky und Na Mandátě im Süden, Popovice und Levín im Südwesten, Trubín im Westen sowie Počaply im Nordwesten.

## Geschichte
Der zum Gut Popovice gehörige Eisenhüttenstandort Kdyně ist seit der Mitte des 14. Jahrhunderts nachweislich. Zum Ende des 15. Jahrhunderts überließ König Ladislaus Jagiello das Gut Popovice zusammen mit Koněprusy dem Vaněk von Svárov. Im Jahre 1544 wurde Jan Karel von Svárov (Karl von Swarow) in der Landtafel als Besitzer der Erbgüter Popovice und Koněprusy eingetragen. Der Ortsname Karlova Huť leitet sich wahrscheinlich von ihm her. Ihm folgten seine einzige Tochter Katharina und deren Ehemann Zdeněk Otto von Loß. Dieser verkaufte die Güter Popovice und Koněprusy 1586 an Johann d. Ä. Popel von Lobkowicz auf Točník. Dessen Sohn Georg verlor 1593 wegen einer Intrige gegen Kaiser Rudolf II. sämtliche Güter. 1594 wurde die konfiszierte Herrschaft Točník mit den Herrschaften Zbiroh und Königshof zu einer Kameralherrschaft vereinigt, deren Hauptmann seinen Sitz im Schloss Zbiroh hatte. Im Jahre 1595 entstand in Karlova Huť der erste Hochofen in Böhmen. Das Erz lieferten die Eisenerzgruben an der Krušná hora bei Neujoachimsthal. Die Weiterverarbeitung erfolgte in den Eisenhämmern von Popovice und dem Karlshütter Hammer. Südlich von Karlshütte entstanden zu Beginn des 17. Jahrhunderts die Schmiedesiedlungen Schmiedberg und Karlsberg. Die Verwaltung und Erträge des Königshofer Anteils der Kameralherrschaft Zbirow wurden 1834 als k.k. Montan-Herrschaft bzw. Berg-Cameralherrschaft Königshof dem k.k. Montan-Aerar zugewiesen. Sie blieb dabei dem k.k. Oberamt Zbirow untergeordnet, erhielt jedoch einen Amtsverwalter.
Im Jahre 1846 bestand das im Berauner Kreis gelegene Dorf Karlshütten bzw. Karlowé Hutě aus 15 Häusern mit 231 Einwohnern, darunter einem Protestanten Helvetischen Bekenntnisses. Die Herrschaft unterhielt einen Hochofen und einen Eisenhammer mit insgesamt 80 Arbeitern. Außerdem gab es in Karlshütten ein k.k. Schichtamt, ein Erzpochwerk und ein Wirtshaus. Abseits lag die aus vier Häusern bestehende Einschicht Karlsberg (Na Vršku). Der 30 Metzen elf Maßl große Karlshüttener Teich war trockengelegt und als Ackerland genutzt. Am Berg Kosow wurden zwei Steinbrüche, einer davon bei der Mühle Litohlaw, betrieben. Pfarrort war Počapl. Bis zur Mitte des 19. Jahrhunderts blieb das Dorf der k.k. Montan-Herrschaft Königshof untertänig.
Nach der Aufhebung der Patrimonialherrschaften bildete Karlova Huť / Karlshütten ab 1850 einen Ortsteil der Gemeinde Králův Dvůr im Gerichtsbezirk Beroun. Im Jahre 1860 kauften die Fürsten von Fürstenberg die Montan-Herrschaft Königshof und begannen mit dem Ausbau des Eisenhüttenwerkes. Zur Verhüttung kamen nun auch Erze aus den Eisengruben von Nučice und an der Hrouda bei Zdice. Die Erze von der Krušná hora und der Hrouda wurden über Lorenseilbahnen zur Eisenhütte transportiert. 1868 wurde das Dorf dem Bezirk Hořowitz zugeordnet. Max Egon II. zu Fürstenberg verkaufte das Eisenhüttenwerk 1880 an die Böhmische Montan-Gesellschaft, die es zu Beginn des 20. Jahrhunderts um ein großes Walzwerk in Popovice erweiterte. Neben dem Hüttenwerk entstand 1898 eine Zementfabrik. Im selben Jahre nahm auch die Kleinbahn Königshof–Beraun–Koněprus (Drobná dráha Králův Dvůr – Beroun – Koněprusy, KBK), die die Zementfabrik mit den Kalksteinbrüchen der Umgebung verband, den Betrieb auf. In Karlshütten entstand 1905 eine Villensiedlung für die Hüttenbeamten. Zugleich wurde auch ein hölzerner Glockenturm errichtet. Im Jahre 1909 übernahm die Prager Eisenindustrie-Gesellschaft das Eisenhütten- und Walzwerk.
1936 wurde Karlova Huť dem Okres Beroun zugeordnet. Nach dem Ende des Zweiten Weltkrieges wurde die Prager Eisenindustrie-Gesellschaft 1945 verstaatlicht. Die Zementfabrik Karlova Huť wurde zur größten in der Tschechoslowakei ausgebaut. 1960 entstand südöstlich von Karlova Huť der Stausee Suchomasty, dabei wurde die Mühle Litohlavy abgerissen. Die 760 mm-Kleinbahn Králův Dvůr – Beroun – Koněprusy wurde 1962 stillgelegt und die Strecke später abgebaut. Die Lorenseilbahnbetrieb von der Krušná hora und der Hrouda zur Hütte wurde in den 1960er Jahren eingestellt. Der Glockenturm wurde ebenfalls in dieser Zeit abgerissen. Am 1. Jänner 1980 wurde der Ort als Ortsteil Beroun-Karlova Huť nach Beroun eingemeindet. Der Hochofenbetrieb im Eisenhüttenwerk Karlova Huť wurde in den 1980er Jahren eingestellt. Am 24. November 1990 löste sich Karlova Huť von Beroun los und wurde wieder Teil des Městys Králův Dvůr. Im Jahre 1991 hatte das Dorf 365 Einwohner, beim Zensus von 2001 lebten in den 54 Wohnhäusern von Karlova Huť 348 Personen. Im Jahre 1992 erwarb die HeidelbergCement AG die Zementfabrik Karlova Huť, sie gehört heute zu deren Tochterunternehmen Českomoravský cement, a.s.

## Ortsgliederung
Karlova Huť ist Teil des Katastralbezirkes Králův Dvůr. Zu Karlova Huť gehört die Ortslage Na Vršku (Karlsberg).

## Sehenswürdigkeiten

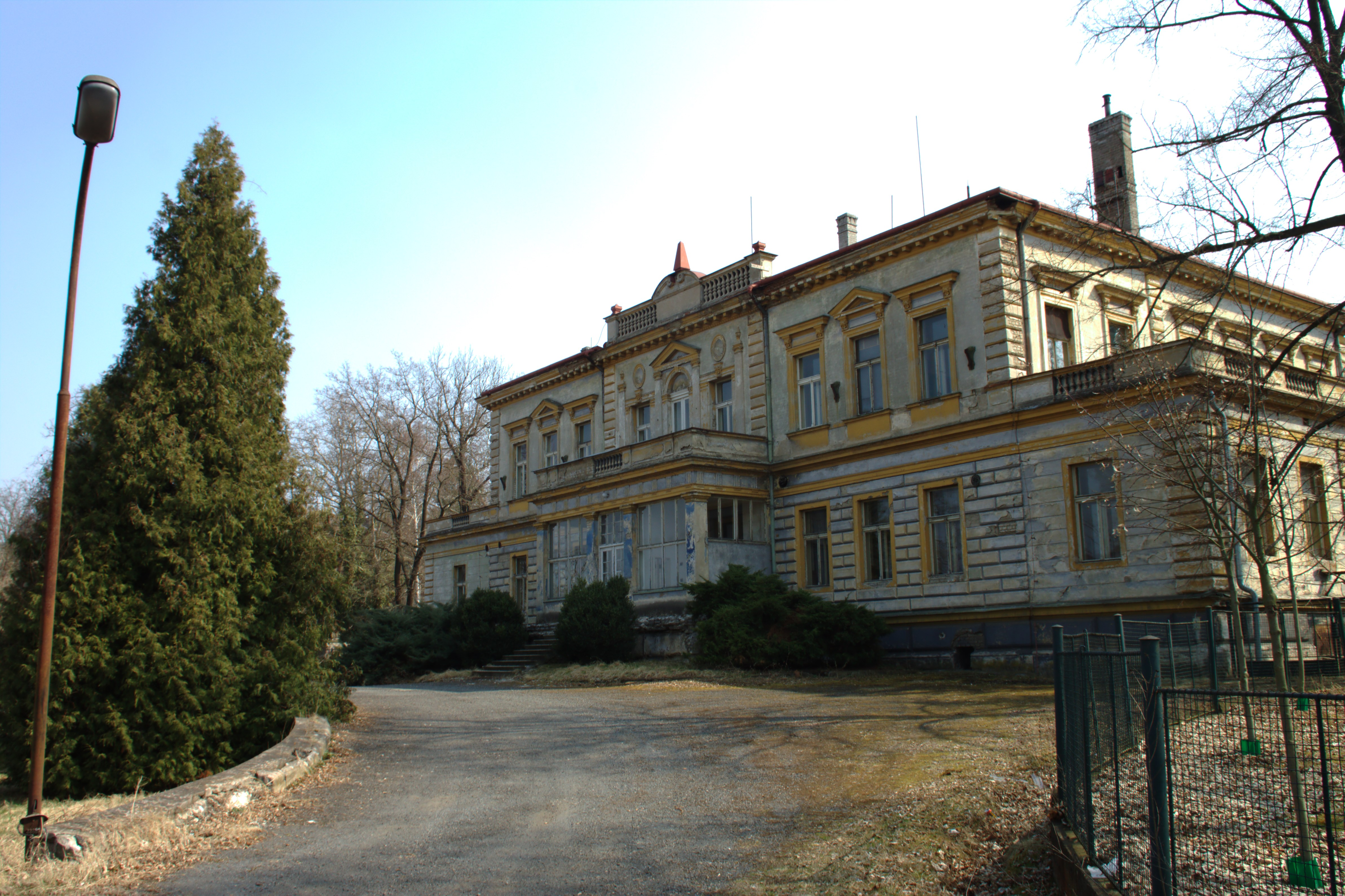
Leerstehende Villa

- Villensiedlung für die Beamten des ehemaligen Eisenhüttenwerkes, die meisten der Gebäude sind leerstehend und dem Verfall überlassen. Die Siedlung dient auch als Filmkulisse wie für Der Zürich-Krimi.